# A Very Gaga Thanksgiving
A Very Gaga Thanksgiving er en særudsendelse på TV, der blev sendt den 24. november 2011 i USA af ABC.
Programmet blev udtænkt af sangerinden Lady Gaga; det gennemgår Gagas liv og inspirationen bag hendes musik. Katie Couric, Art Smith og Tony Bennett var gæster i programmet. 
Gaga sang fire sange fra hendes andet studiealbum, Born This Way, til akustisk akkompagnement samt to julesange og en duet med Bennett.